# Генеральный план Екатеринбурга
Генеральный план развития Екатеринбурга — комплексный и стратегический генеральный план развития жилищного и коммунального хозяйства, транспорта, производства, делопроизводства и образования в Екатеринбурге в течение ближайших десятилетий.

## История
Первые работы над генпланом начались ещё в XVIII веке, однако формальные разработки связаны с именем М. П. Малахова (начало XIX века). В 1845 году был принят первый генеральный план развития города, сумевший примирить классические схемы с уральским ландшафтом. Полностью этот план был реализован лишь к началу XX века.
В 1925 году, в связи с существенным расширением города, было объявлено о начале создания советского генплана под руководством Н. А. Бойно-Радзевич. В его предложениях было много ценных идей, связанных с западным и восточным направлениями застройки, городским озеленением и т. п. В 1930 году Натальей Бойно-Радзевич и С. В. Домбровским была представлена новая градостроительная концепция, предполагавшая Свердловск как цепь слабосвязанных рабочих посёлков. В 1931 г она была взята за основу работы над новым генеральным планом, составленным в 1933 году. Однако вскоре финансирование проекта прекратилось. В 1936 г. Домбровский и Бойно-Радзевич попытались опубликовать план, но их идеи были окончательно отвергнуты.
В 1938—1939 годах был составлен новый план (разработчик В. П. Яковлев), предполагавший компактную застройку, но он не был реализован в связи с войной. В 1947 году идеи Яковлева развил П. В. Оранский (один из проектировщиков микрорайона Уралмаш), но его план также не был принят. В годы «оттепели» и в начале «застоя» появилось множество проектов генплана, как традиционных, так и экстравагантных. Лишь в 1972 году был принят комплексный генеральный план, составленный К. А. Узких.
Этот генплан оказался гораздо менее долговечным, чем его предшественник 1845 года. Уже в начале 2000-х годов администрация города создала «Мастерскую генерального плана». В составлении проекта принимали участие Уральская государственная архитектурно-художественная академия, Главархитектура, УрО РАН и ряд других учреждений, привлекался опыт работы зарубежных архитекторов. Новый план является частью Стратегического плана развития города, включающего не только архитектурные, но и социальные, экономические, экологические и иные факторы. Генплан регламентирует как действия городских и областных властей, так и развитие с привлечением частных инвестиций. Он предполагает утверждение Екатеринбурга как административного, делового, спортивного, информационного, научного центра. В 2004 году он был одобрен городской думой. В 2005 году Генплан впервые определил муниципальное образование город Екатеринбург как городской округ. В 2015 году Генплан определил новое направление развития города: юго-запад и юг. Тогда же впервые высотное строительство было определено как приоритетное. В декабре 2021 года Генплан впервые с 2010 года определил новые границы населённого пункта город Екатеринбург. В июне 2021 года началась разработка нового Генплана до 2045 года. Разработка Генплана до 2041 года, которое было анонсировано бывшим мэром Александром Высокинским прекращено.
В октябре 2022 года была опубликована Концепция территориального развития до 2045 года, которая определила взаимосвязь со стратегическим планом и выделила 6 основных направлений территориального развития а также впервые ввела понятие Идентичность Екатеринбурга. Проект нового Генерального плана до 2045 был опубликован в декабре 2022 года и одобрен 1 июня 2023 года.